# Lepanthes quadrispatulata
Lepanthes quadrispatulata är en orkidéart som beskrevs av Donald Dungan Dod. Lepanthes quadrispatulata ingår i släktet Lepanthes och familjen orkidéer. Inga underarter finns listade i Catalogue of Life.